# Vivian Maier
Vivian Dorothy Maier (1 tháng 2 năm 1926 – 21 tháng 4 năm 2009) là một nhà nhiếp ảnh gia đường phố người Mỹ. Maier là một người làm công việc vú em trong khoảng bốn mươi năm, chủ yếu ở vùng North Shore của Chicago, và theo đuổi nghệ thuật nhiếp ảnh trong thời gian rảnh rỗi. Bà đã chụp hơn 150.000 bức ảnh trong suốt cuộc đời của mình, chủ yếu là con người và kiến trúc của Chicago, thành phố New York, và Los Angeles, mặc dù bà cũng đi du lịch và chụp ảnh trên toàn thế giới.
Trong suốt cuộc đời của mình, các bức ảnh của Maier không hề được biết đến cũng như được xuất bản; nhiều trong số những tấm phim âm bản của bà chưa từng được in ra. Một nhà sưu tập ở Chicago, John Maloof, đã mua lại một vài bức ảnh của Maier vào năm 2007, trong khi hai nhà sưu tập khác ở Chicago, Ron Slattery và Randy Prow, cũng tìm thấy một vài tấm phim và bức ảnh được in ra trong những cái hộp và va li của bà vào cùng thời gian đó. Những bức ảnh của Maier được Slattery xuất bản lần đầu lên Internet vào tháng 7 năm 2008, nhưng tác phẩm này nhận về phản hồi tương đối ít ỏi. Vào tháng 10 năm 2009, Maloof đã đặt một liên kết trên blog của anh tới một tuyển tập các bức ảnh của Maier trên trang web chia sẻ hình ảnh Flickr, và đã tạo nên một hiệu ứng lan truyền, với hàng ngàn người bày tỏ niềm hứng thú với các tác phẩm. Tác phẩm của Maier sau đó đã thu hút sự ca ngợi từ các nhà phê bình, và kể từ đó, các bức ảnh của Maier đã được triển lãm trên toàn thế giới.
Cuộc đời và các tác phẩm của bà đã trở thành chủ đề cho các cuốn sách và phim tài liệu về bà, bao gồm bộ phim Finding Vivian Maier (2013), được công chiếu tại Toronto International Film Festival, và đã được đề cử cho Giải Oscar cho phim tài liệu xuất sắc nhất trong Lễ trao giải Oscar lần thứ 87.

## Đời tư
Nhiều chi tiết về cuộc đời của Maier vẫn còn là ẩn số. Bà được sinh ra ở thành phố New York vào năm 1926, là con gái trong một gia đình với mẹ người Pháp, Maria Jaussaud Justin, và cha là người Áo, Charles Maier (cũng được gọi là Wilhelm). Nhiều lần trong suốt thời thơ ấu, bà di chuyển qua lại giữa Mỹ và Pháp, sống cùng mẹ ở một ngôi làng dưới chân núi Alps ờ vùng Saint-Bonnet-en-Champsaur gần những người thân của mẹ. Cha cua cô dường như đã rời khỏi gia đình tạm thời không rõ lý do vào năm 1930. Trong một cuộc điều tra dân số vào năm 1930, người đứng đầu gia đình được liệt kê là Jeanne Bertrand, một nhiếp ảnh gia thành công có quen biết với Gertrude Vanderbilt Whitney, người sáng lập bảo tàng Whitney Museum of American Art. Khi Maier lên bốn tuổi, bà và mẹ đã chuyển đến sống ở khu Bronx với Bertrand, người lúc đó đang làm công việc nhiếp ảnh gia chuyên nghiệp.
Năm 1935, Vivian và mẹ chuyển về Saint-Julien-en-Champsaur và quay lại New York vào khoảng trước năm 1940. Cha của bà và người anh trai Charles vẫn ở lại New York. Gia đình gồm Charles, Maria, Vivian và Charles đã sống ở New York vào năm 1940, nơi cha của bà làm công việc kĩ sư nồi hơi.
Năm 1951, khi 25 tuổi, Maier chuyển từ Pháp về New York, nơi bà làm việc trong một xưởng lao động khổ cực (sweatshop). Bà chuyển tới sống ở khu North Shore ở Chicago vào năm 1956, chủ yếu làm công việc vú em và người chăm sóc trong suốt 40 năm. Trong 17 năm đầu tiên ở Chicago, Maier làm vú em cho hai gia đình: nhà Gensburg từ năm 1956 tới năm 1972, và nhà Raymond từ năm 1967 tới năm 1973. Lane Gensburg sau này đã nói về Maier, "Bà giống như một phiên bản Mary Poppins bằng xương bằng thịt vậy," và nói rằng bà không bao giờ nặng lời hay nói chặn bọn trẻ, luôn quyết tâm cho họ thấy thế giới bên ngoài khu ngoại ô sung túc mà họ đang sống. Các gia đình từng thuê bà mô tả về bà là rất khép kín, kể lại rằng bà dành những ngày nghỉ để đi dạo quanh những con phố của Chicago và chụp ảnh, thường sử dụng một chiếc máy ảnh Rolleiflex.
John Maloof, người quản lý một phần các bức ảnh của Maier, đã tóm tắt cách mà những đứa trẻ được bà nuôi dạy làm vú em sau này mô tả về bà:
Bà là một người theo chủ nghĩa xã hội, chủ nghĩa nữ quyền, một nhà phê bình điện ảnh, và là một loại người thấy gì nói đó. Bà học tiếng Anh bằng việc tới các rạp chiếu phim, nơi mà bà yêu thích... Bà liên tục chụp các bức ảnh, nhưng không chia sẻ cho ai thấy.

Vào năm 1959 và 1960, Maier đã tự đi khắp thế giới, chụp ảnh lại khung cảnh ở Los Angeles, Manila, Bangkok, Thượng Hải, Bắc Kinh, Ấn Độ, Syria, Ai Cập, và Ý. Chuyến đi này có lẽ được tài trợ bởi việc bản đi một trang trại của gia đình ở Saint-Julien-en-Champsaur. Trong một khoảng thời gian ngắn trong thập niên 1970, Maier làm công việc quản gia cho người dẫn chương trình trò chuyện Phil Donahue. Bà giữ đồ đạc của mình tại nhà của người chủ; tại một thời điểm bà có tới 200 chiếc hộp đầy tài liệu. Hầu hết trong số đó là ảnh chụp đã in hoặc phim âm bản, nhưng Maier cũng sưu tập báo chí, trong ít nhất một trường hợp, "những chồng hộp cao ngang vai," và đôi khi thu âm những cuộc đổi thoại của bà với những người bà chụp ảnh. Trong các bộ phim tài liệu Finding Vivian Maier (2013) và Vivian Maier: Who Took Nanny's Pictures / The Vivian Maier Mystery (2013), những cuộc phỏng vấn với những người chủ của Maier và con cháu của họ cho thấy rằng Maier đã tự giới thiệu về mình với mọi người theo nhiều cách, với ngữ điệu, tên tuổi, chi tiết cuộc sống khác nhau, và rằng với một số đứa trẻ, bà là người truyền cảm hứng và sống tích cực, trong khi với một số đứa trẻ khác thì bà tỏ ra đáng sợ và hay nặng lời chửi rủa.
Những đứa trẻ anh em nhà Gensburg, những người Maier từng coi sóc khi còn nhỏ, đã cố gắng giúp đỡ khi bà trở nên nghèo tùng lúc về già. Khi bà sắp bị đuổi khỏi một căn hộ giá rẻ ở ngoại ô Cicero, anh em nhà Gensburg đã sắp xếp cho bà tới sống ở một căn hộ tốt hơn trên đường Sheridan ở khu Rogers Park tại Chicago. Tháng 11 năm 2008, Maier bị ngã và đập đầu xuống nền băng. Bà được đưa tới bệnh viện, song không thể phục hồi. Tháng 1 năm 2009, bà được chuyển tới một viện dưỡng lão ở ngoại ô Chicago, nơi bà qua đời vào ngày 21 tháng 4 năm 2009.

## Khám phá và công nhận
Năm 2007, hai năm trước khi bà qua đời, Maier không có khả năng trả các khoản phí thuê không gian lưu trữ mà bà thuê tại khu North Side ở Chicago. Kết quả, các bản phim âm bản, ảnh chụp, bản thu âm, và các cuộn phim 8 mm đã được bán đấu giá. Ba nhà sưu tập hình ảnh đã mua lại các phần của bộ tác phẩm của bà: John Maloof, Ron Slattery và Randy Prow. Những hình ảnh của Maier lần đầu được đăng tải lên Internet vào tháng 7 năm 2008 bởi Slattery, nhưng tác phẩm này nhận về phản hồi tương đối ít ỏi.
Maloof đã mua phần lớn nhất các tác phẩm của Maier, gồm khoảng 30.000 bản phim âm bản, bởi anh đang hoàn thiện một cuốn sách về lịch sử vùng Portage Park lân cận Chicago. Maloof sau đó đã mua thêm các bức ảnh của Maier từ một người mua khác tại cùng buổi đấu giá. Maloof đã khám phá ra tên của Maier trên các hộp của anh, nhưng không thể tìm được thông tin gì về bà, cho tới khi một kết quả trên trang Google Search dẫn tới trang cáo phó về Maier trên tờ Chicago Tribune vào tháng 4 năm 2009. Vào tháng 10 năm 2009, Maloof đã dẫn một liên kết trên trang blog của mình tới một tuyển tập các bức ảnh của Maier trên Flickr, và các kết quả nhận được cho thấy sự lan truyền rất rộng rãi, với hàng ngàn người biểu lộ sự hứng thú và quan tâm.
Đầu năm 2010, nhà sưu tập nghệ thuật Chicago là Jeffrey Goldstein đã mua lại một phần bộ sưu tập về Maier từ Prow, một trong những người mua ban đầu. Kể từ lần mua đầu tiên của Goldstein, bộ sưu tập của ông đã gia tăng lên tới 17.500 bản phim âm bản, 2.000 ảnh chụp đã in, 30 bộ phim tự quay, và một số ảnh chiếu màn hình. Tháng 12 năm 2014, Goldstein đã bán bộ sưu tập ảnh đen trắng của mình cho Stephen Bulger Gallery, Toronto. Maloof, người quản lý dự án Maloof Collection, hiện nay sở hữu hơn 90% số sản phẩm của Maier, bao gồm từ 100.000 tới 150.000 bản phim âm bản, hơn 3.000 ảnh chụp đã in theo lối cũ, hàng trăm cuộn phim chụp, phim chiếu gia đình, băng âm thanh phỏng vấn, và những vật dụng được sử dụng trong thời gian ngắn như máy ảnh và giấy tờ, mà anh tuyên bố đại diện cho khoảng 90% số tác phẩm được biết đến của bà.
Kể từ thời điểm khám phá sau khi qua đời, các bức ảnh của Maier, cùng với những khám phá của họ, đã nhận được sự chú ý từ quốc tế trên các phương tiện truyền thông chính thống, và tác phẩm của bà đã xuất hiện trong các triển lãm tại phòng tranh, một vài cuốn sách và phim tài liệu.

### Thách thức pháp lý
Vào tháng 6 năm 2014, luật sư và cựu nhiếp ảnh gia David C. Deal đã đệ trình một vụ kiện pháp lý thách thức quyền của các chủ sở hữu hiện tại của các bản phim âm bản chụp bởi Maier trong việc thương mại hóa chúng. Vụ kiện tìm cách xác định liệu có người thừa kế hợp pháp nào với tài sản của Maier hay không – một người anh em họ ở Pháp – người được công nhận theo luật pháp Hoa Kỳ. Theo luật bản quyền ở Hoa Kỳ, việc sở hữu một bức ảnh khác với việc sở hữu bản quyền và có thể mất vài năm để giải quyết, đặc biệt khi mà người thừa kế tiềm năng tài sản đang sống bên ngoài Hoa Kỳ. Maloof, người sở hữu phần lớn các bức ảnh được biết đến của Maier, trước đây đã lần theo dấu vết của một người anh chị em họ khác ông bà ở Pháp và mua lại quyền với tác phẩm; tuy nhiên, Deal tin rằng anh ta đã tìm thấy một người họ hàng gần hơn ở Pháp, người có thể là người thụ hưởng tài sản.

## Nhiếp ảnh
Nhà phê bình nhiếp ảnh Allan Sekula đã gợi ý rằng Maier đã dành phần lớn cuộc sống ban đầu của mình ở Pháp để nâng cao nhận thức thị giác về các thành phố và xã hội của Mỹ. Sekula so sánh công việc của bà với nhiếp ảnh gia sinh ra tại Thụy Sĩ Robert Frank: "Tôi thấy mình tưởng tượng cô ấy là một phiên bản nữ của Robert Frank, không có một trợ cấp Guggenheim nào, không được biết đến và làm công việc của một vú em. Tôi cũng nghĩ cô ấy đã giới thiệu thế giới của phụ nữ và trẻ em theo cách gần như chưa từng ai thấy."
Maloof đã nói về tác phẩm của Maier: "Người cao tuổi tụ tập ở khu Polish Downtown cũ của Chicago, những người đàn ông ăn mặc lịch sự, và trải nghiệm về người Mỹ gốc Phi ở đô thị là mục tiêu cái đẹp cho ống kính của Maier." Nhiếp ảnh gia Mary Ellen Mark đã so sánh tác phẩm của Maier với các tác phẩm của Helen Levitt, Robert Frank, Lisette Model, và Diane Arbus. Joel Meyerowitz, cũng là một nhiếp ảnh gia đường phố, đã nói rằng tác phẩm của Maier "tràn ngập hiểu biết về con người, sự ấm áp và vui tươi chứng minh rằng bà là một 'tay máy thực thụ'." 
Những bức ảnh nổi tiếng nhất của Maier miêu tả những cảnh đường phố ở Chicago và New York trong những thập niên 1950 và 1960. Một bài phê bình trên The Independent viết rằng "những người mua sắm ở Chicago dạo chơi và nói chuyện tầm phào trong sự hào nhoáng từ tất cả các cửa hàng bách hóa của họ hiện ra trước mắt Maier, nhưng những đối tượng bị bắt gặp nhiều nhất là những người sống bên lề của một nước Mỹ giàu có thành công trong những năm 1950 và 1960: trẻ em, người hầu da đen, kẻ vô công rồi nghề vất vưởng ngoài mái hiên cửa hàng." Hầu hết các bức ảnh của Maier là ảnh đen trắng, và nhiều trong số đó là những bức ảnh thường nhật của những người qua đường bị bắt gặp trong những khoảnh khắc thoáng qua "mà ít nhiều cũng có một vẻ nghiêm trang và cảm xúc căn bản".
Năm 1952, bà mua chiếc máy ảnh Rolleiflex đầu tiên. Trong suốt cuộc đời nhiếp ảnh, bà đã sử dụng các đời máy Rolleiflex 3.5T, Rolleiflex 3.5F, Rolleiflex 2.8C, Rolleiflex Automat và những dòng máy khác. Bà sau này cũng sử dụng một chiếc Leica IIIc, một chiếc Ihagee Exakta, một chiếc Zeiss Contarex và nhiều loại máy ảnh phản xạ ống kính đơn (SLR) khác.
Viết trên tờ The Wall Street Journal, William Meyers chú thích rằng bởi Maier sử dụng một chiếc máy Rolleiflex định dạng trung bình (medium-format), chứ không phải một máy ảnh dùng phim 35mm, những bức ảnh của bà có độ chi tiết hơn so với hầu hết các nhiếp ảnh gia đường phố. Ông viết rằng tác phẩm của bà mang tới cho tâm trí những bức ảnh của Harry Callahan, Garry Winogrand, và Weegee, cũng như Robert Frank. Ông cũng lưu ý rằng có một số lượng lớn các bức chân dung tự chụp trong tác phẩm của bà, "trong nhiều hoán vị khéo léo, như thể bà ấy đang kiểm tra danh tính của chính mình hoặc nội suy mình vào môi trường. Một nhân vật trong bóng tối, bà thường chụp ảnh bóng của chính mình, có thể là một cách để hiện diện ở đó và đồng thời không hoàn toàn ở đó."
Roberta Smith, viết trên tờ The New York Times, chú ý đến cách mà hình ảnh của Maier gợi nhớ đến nhiều nhiếp ảnh gia nổi tiếng thế kỷ XX, và hơn nữa còn có tính thẩm mỹ của riêng họ. Cô viết rằng tác phẩm của Maier "có thể thêm vào lịch sử của nhiếp ảnh đường phố thế kỷ XX bằng cách tổng hợp nó với một cái nhìn gần như mang tính bách khoa, xoay quanh gần như mọi nhiếp ảnh gia nổi tiếng mà bạn có thể nghĩ đến, bao gồm Weegee, Robert Frank và Richard Avedon, và sau đó lướt theo một hướng khác. Tuy nhiên, chúng duy trì một yếu tố đặc biệt của sự bình tĩnh, sự rõ ràng về bố cục và sự dịu dàng đặc trưng bởi sự thiếu vắng chuyển động đột ngột hoặc cảm xúc cực đoan."
Trong bộ phim tài liệu Finding Vivian Maier (2013), những đứa trẻ trưởng thành mà Maier đã chăm sóc vào thập niên 1950, thập niên 60 và 70 nhớ lại cách mà bà kết hợp công việc của mình với tư cách là một nhiếp ảnh gia với công việc hàng ngày của một vú em. Bà thường xuyên đưa những đứa trẻ mà bà chăm sóc đi cùng vào trung tâm Chicago khi bà đi chụp ảnh. Thỉnh thoảng họ đi cùng bà đến những khu vực khó khăn, khu ổ chuột của Chicago, và, vào một dịp nào đó, là các bãi chế biến thịt, nơi có xác những con cừu chết tại đó.
Vào cuối thập niên 1970, Maier ngừng sử dụng chiếc Rolleiflex của mình. Hầu hết các bức ảnh của cô được chụp vào những năm 1980 và 1990 đều có màu trong suốt, được chụp trên phim Ektachrome.

## Lưu trữ
Năm 2017, Thư viện Đại học Chicago công bố rằng một bộ sưu tập nghiên cứu về hình ảnh Maier đã được Maloof quyên tặng.

## Xuất bản

### Sách về các bức ảnh của Maier
- Vivian Maier: Street Photographer. Brooklyn, NY: powerHouse, 2011. ISBN 978-1-57687-577-3. Biên tập bởi John Maloof. Với phần giới thiệu viết bởi Maloof và một lời tựa của Geoff Dyer.
- Vivian Maier: Out of the Shadows. Chicago, IL: CityFiles, 2012. ISBN 978-0978545093. Biên tập bởi Richard Cahan và Michael Williams.
- Vivian Maier: Self-Portraits. Brooklyn, NY: powerHouse, 2013. ISBN 978-1-57687-662-6. Biên tập bởi Maloof.
- Eye to Eye: Photographs by Vivian Maier. Chicago, IL: CityFiles, 2014. ISBN 9780991541805. Biên tập và viết bởi Richard Cahan và Michael Williams.
- Vivian Maier: A Photographer Found. London: Harper Design, 2014. ISBN 9780062305534. Biên tập bởi Maloof với các đoạn được viết bởi Marvin Heiferman và Howard Greenberg.

### Sách về Maier
- Vivian Maier: a Photographer's Life and Afterlife. Chicago: University of Chicago, 2017. Pamela Bannos. ISBN 978-0226470757.
- Vivian Maier Developed: The Real Story of the Photographer Nanny. Brooklyn, NY: powerHouse, 2018. Ann Marks. ISBN 978-1576879030.

## Phim tài liệu về Maier
- Vivian Maier: Who Took Nanny's Pictures (2013) – đạo diễn bởi Jill Nicholls, sản xuất bởi BBC[38]
  - The Vivian Maier Mystery (2013) – bản dựng lại và phát hành tại Mỹ.[39]
- Finding Vivian Maier (2013) – đạo diễn bởi Maloof và Charlie Siskel[40][41]
- The Woman in the Mirror (2017) – đạo diễn bởi Ryan Alexander Huang, phim ngắn tiểu sử[42]

## Triển lãm
- Finding Vivian Maier, tháng 11-12 năm 2010, The Apartment Gallery (Apartment 02), Oslo, Na Uy.[43]
- Tháng 3-4 năm 2010, Bruun's Galleri, Århus, Đan Mạch.[44]
- Finding Vivian Maier: Chicago Street Photographer, tháng 1-4 năm 2011, Chicago Cultural Center.[10][45]
- Twinkle, twinkle, little star..., tháng 1-4 năm 2011, Galerie Hilaneh von Kories, Hamburg, Đức.[46]
- Vivian Maier, Photographer, tháng 4-6 năm 2011, Russell Bowman Art Advisory, Chicago, Illinois.[47]
- Vivian Maier – A Life Uncovered, tháng 7-9 năm 2011, German Gymnasium, London Street Photography Festival, London.[48][49]
- Vivian Maier, Photographer, tháng 7 năm 2011 – tháng 1 năm 2012, Hearst Gallery, New York.[50]
- Vivian Maier – A Life Uncovered, tháng 7-9 năm 2011, Photofusion Gallery, London.[44]
- Vivian Maier, Photographer, tháng 9-11 năm 2011, Stephen Cohen Gallery, Los Angeles.[51]
- Tháng 12 năm 2011 – tháng 2 năm 2012, Steven Kasher Gallery, New York.[52]
- Tháng 12 năm 2011 – tháng 1 năm 2012, Howard Greenberg Gallery, New York.[44]
- Vivian Maier – Hosted by Tim Roth, tháng 12 năm 2011 – tháng 1 năm 2012, Merry Karnowsky Gallery, Los Angeles.[44][53]
- Vivian Maier – Photographs tháng 1-4 năm 2012, Jackson Fine Art, Atlanta.[54]
- Vivian Maier's Chicago, 2012–2014, Chicago History Museum, Chicago, Illinois.
- A la recherche de Vivian Maier (In search of Vivian Maier), tháng 6-7 năm 2011, Saint-Julien-en-Champsaur
- A la recherche de Vivian Maier (In search of Vivian Maier), tháng 7-8 năm 2011, the Gap Library, Gap, Hautes-Alpes, Pháp.[55]
- Lo sguardo nascosto (The Hidden Glance), tháng 10-11 năm 2012, Brescia, Italy.[56]
- Vivian Maier, tháng 4-6 năm 2013, Antwerp, Bỉ, Gallery51.[57]
- Vivian Maier: Out of the Shadows, tháng 4-6 năm 2013, Tampa, Fl; Florida Museum of Photographic Arts.[58]
- Summer in the City, tháng 6-8 năm 2013, Chicago, IL; Russell Bowman Art Advisory.[59]
- Vivian Maier, tháng 6-8 năm 2013, Thượng Hải, Trung Quốc; Kunst.Licht Photo Art Gallery.[60]
- Vivian Maier: Out of the Shadows, tháng 7-9 năm 2013, Toronto, ON; Stephen Bulger Gallery.[61]
- Vivian Maier: Out of the Shadows – The Unknown Nanny Photographer, tháng 8-10 năm 2013, Durango, Colorado; Open Shutter Gallery.[62]
- Загадка Вивьен Майер (The Riddle of Vivian Maier), tháng 9-10 năm 2013, Moskva, Nga; Центр фотографии имени братьев Люмьер (The Lumiere Brothers Center for Photography).[44]
- Vivian Maier: Picturing Chicago, tháng 10 năm 2013, Chicago, IL; Union League Club.[63]
- Vivian Maier, tháng 11 năm 2013 – tháng 6 năm 2014, Tours, Pháp; Jeu de paume, Paris.[64]
- Vivian Maier, tháng 11-12 năm 2013, Galerie Frederic Moisan, Paris.[65]
- Vivian Maier: Out of the Shadows, tháng 1-2 năm 2014, Cleveland, Ohio; Cleveland Print Room.[66]
- Certificates of Presence: Vivian Maier, Livija Patikne, J. Lindemann, 17 tháng 1 – 8 tháng 3 năm 2014, Milwaukee, WI; Portrait Society Gallery.[67]
- Vivian Maier: Out of the Shadows, tháng 1-3 năm 2014, Minneapolis, MN; MPLS Photo Center.[68]
- Vivian Maier: Out of the Shadows, tháng 2-6 năm 2014, San Francisco, CA; Scott Nichols Gallery.[69]
- See All About It: Vivian Maier's Newspaper Portraits, tháng 3-5 năm 2014, Berkeley, CA; The Reva and David Logan Gallery at UC Berkeley's Graduate School of Journalism.[70]
- Vivian Maier, Photographer, tháng 3-5 năm 2014, Fribourg, Thụy Sĩ; Cantonal and University Library.[71]
- Vivian Maier: Out of The Shadows, tháng 3-9 năm 2014, Chicago, IL; Harold Washington Library.[72]
- Vivian Maier – A Photographic Journey, tháng 5-7 năm 2014, Highland Park, IL; The Art Center Highland Park.[73]
- Vivian Maier, Amatorka, tháng 5-6 năm 2014, Warsaw, Ba Lan; Leica Gallery.[74]
- "Vivian Maier – Street Photographer", tháng 11 năm 2014 – tháng 1 năm 2015, Amsterdam, Hà Lan; FOAM.[75]
- O Mundo Revelado de Vivian Maier, São Paulo Museum of Image and Sound, São Paulo, Brazil, tháng 4-6 năm 2015.[76]
- Vivian Maier – Street Photographer, tháng 7-10 năm 2015, Nuoro, Sardinia, Italy.[cần dẫn nguồn]
- Vivian Maier – In Her Own Hands, tháng 6-9 năm 2016, Fundació Foto Colectania, Barcelona, Tây Ban Nha.[cần dẫn nguồn]
- Vivian Maier – Street Photographer, tháng 5-8 năm 2018, WestLicht, Vienna, Áo.[77]